# Via Pontica

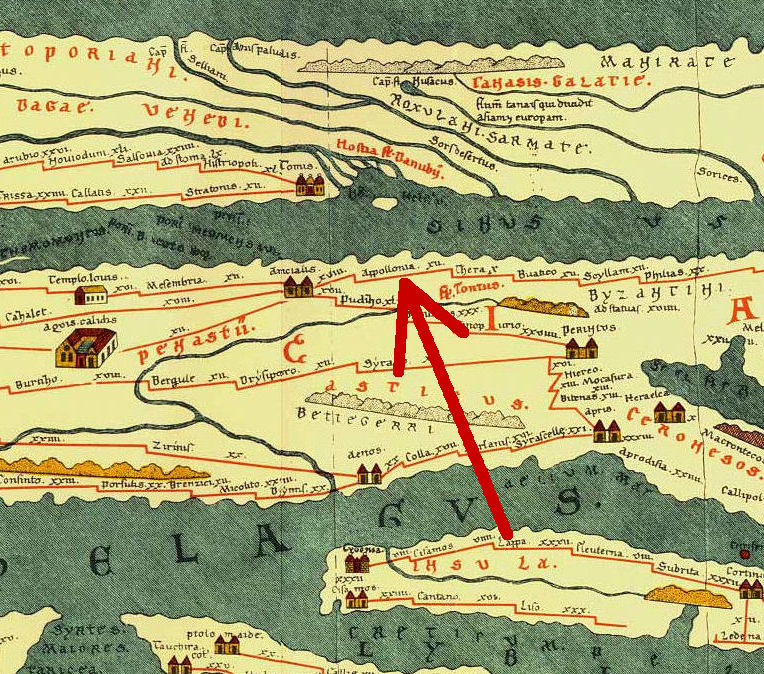
Apolonia (Sozopol) Tabula Peutingeriana

La Via Pontica était une voie romaine de la péninsule des Balkans.

## Situation
Elle était située entre le Bosphore et le Danube, et constituait une liaison nord-sud le long de la mer Noire (en grec ancien Pontos Euxeinos), d'où son nom. 
Elle reliait Byzance (la future Constantinople, aujourd'hui Istanbul) à Troesmis (aujourd'hui Iglita en Roumanie)  et Histria via Apollonia Pontica (aujourd'hui Sozopol en Bulgarie), Anchialos (aujourd'hui Pomorie), Messembria (aujourd'hui Nesebăr), Odessos (aujourd'hui Varna), Byzone (aujourd'hui Kavarna), Kallatis (aujourd'hui Mangalia en Roumanie), Tomis (aujourd'hui Constanța, Roumanie).